# 1210 Morosovia
1210 Morosovia је астероид главног астероидног појаса са пречником од приближно 33,65 .
Афел астероида је на удаљености од 3,174 астрономских јединица (АЈ) од Сунца, а перихел на 2,847 АЈ.
Ексцентрицитет орбите износи 0,054, инклинација (нагиб) орбите у односу на раван еклиптике 11,252 степени, а орбитални период износи 1908,452 дана (5,225 година).
Апсолутна магнитуда астероида је 9,91 а геометријски албедо 0,169.
Астероид је откривен 6. јуна 1931. године.